# Caué
Caué är ett distrikt i São Tomé och Príncipe. Dess huvudort är São João Angolares. Den har en yta på 267 km2, och den hade 6 062 invånare år 2012.